# Ostróżka

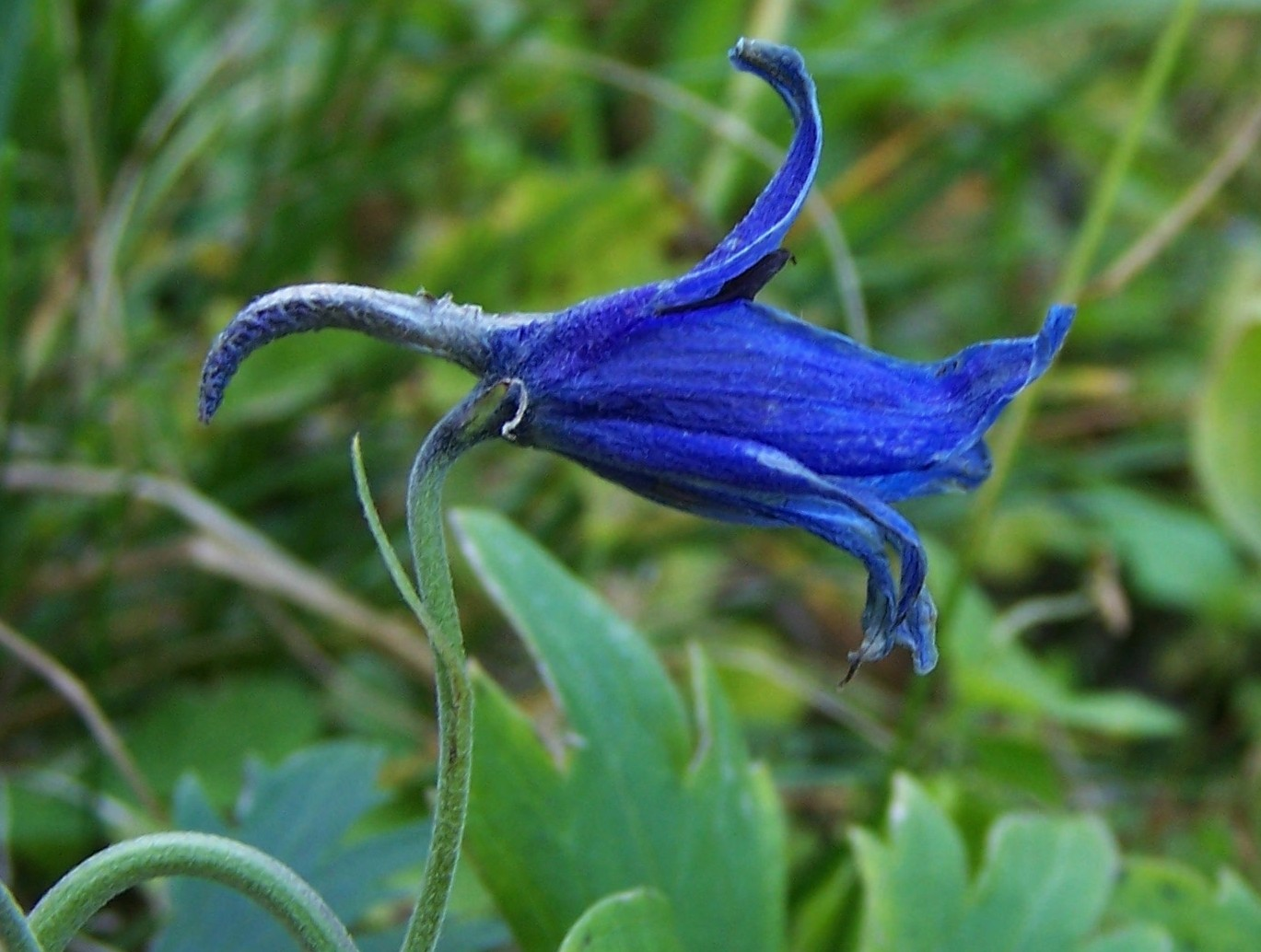
Ostróżka tatrzańska

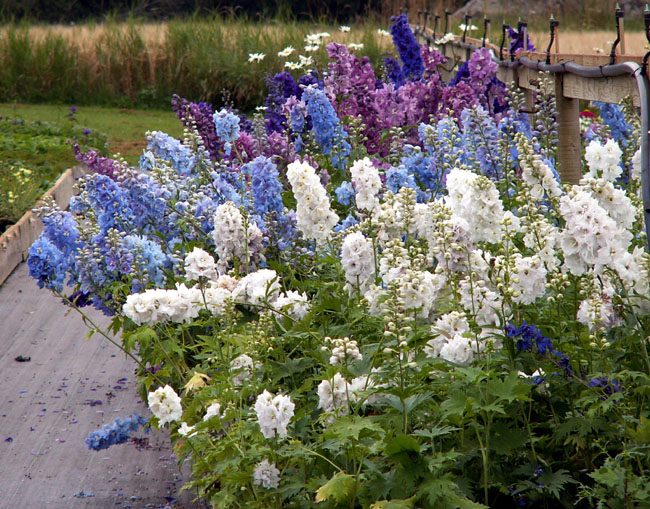
Delphinium 'Magic Fountain'

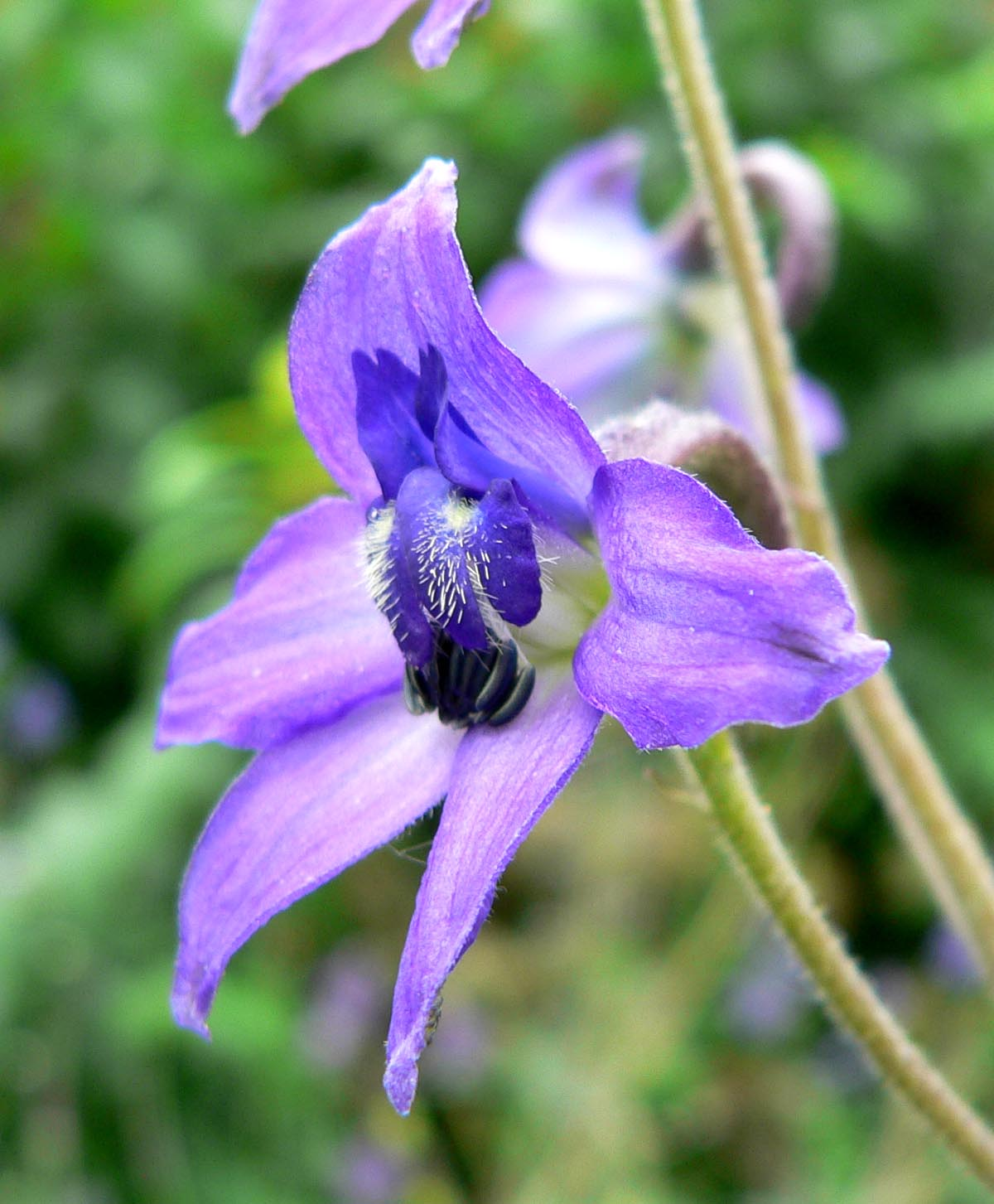
Delphinium ceratophorum

Ostróżka (Delphinium L.) – rodzaj roślin należących do rodziny jaskrowatych. Obejmuje około 500 gatunków (w szerokim ujęciu, obejmującym czasem wyodrębniany rodzaj ostróżeczka Consolida). Zasięg rodzaju obejmuje strefę umiarkowaną i subtropikalną półkuli północnej oraz obszary górskie w strefie równikowej w Afryce. W Europie ma 25 przedstawicieli. W Polsce z rodzaju w wąskim ujęciu występują trzy gatunki: ostróżka tatrzańska (D. oxysepalum), ostróżka wyniosła (D. elatum, której podgatunek D. elatum subsp. nacladense podnoszony bywa do rangi osobnego gatunku – ostróżki wschodniokarpackiej D. nacladense) oraz ostróżka Kotuli (D. ×kotulae). W szerszym ujęciu rodzaju należy tu także zadomowiony antropofit – ostróżeczka polna (ostróżka polna – D. consolida) i przejściowo dziczejąca ostróżeczka wschodnia (ostróżka wschodnia – D. orientalis).
Ze względu na obecność wielu alkaloidów są to rośliny trujące. Niektóre bywają jednak wykorzystywane jako rośliny lecznicze. Liczne gatunki i mieszańce uprawiane są jako rośliny ozdobne. D. semibarbatum wykorzystywana jest jako źródło żółtego barwnika i roślina włóknista.

## Morfologia
PokrójByliny, rzadziej rośliny dwuletnie i jednoroczne.
LiścieDłoniastodzielne.
KwiatyGrzbieciste, o 5 działkach, górna działka tworzy ostrogę. Płatków 2, 3 górne z ostrogą, pozostałe z długim paznokciem. Liczne, ustawione spiralnie pręciki, przeważnie 3 słupki, rzadziej 4 lub 5.
OwoceTypu mieszek, nasiona oskrzydlone.

## Systematyka
Pozycja systematyczna
Rodzaj z rodziny jaskrowatych z rzędu jaskrowców, należących do kladu dwuliściennych właściwych (eudicots). W obrębie rodziny ostróżka należy do podrodziny Ranunculoideae Arnott i plemienia Delphinieae. Badania molekularne wykazały, że w obrębie tego rodzaju zagnieżdżone są gatunki rodzaju ostróżeczka Consolida, włączane tu w randze podrodzaju Delphinium subg. Consolida.
Wykaz gatunków
- Delphinium aconiti L.
- Delphinium acutidentatum (W.T.Wang) N.I.Malyutin
- Delphinium aemulans Nevski
- Delphinium afghanicum Rech.f.
- Delphinium ajacis L. – ostróżeczka ogrodowa, ostróżka ogrodowa
- Delphinium alabamicum Kral
- Delphinium albiflorum DC.
- Delphinium albocoeruleum Maxim.
- Delphinium albomarginatum Simonova
- Delphinium alpestre Rydb.
- Delphinium altissimum Wall.
- Delphinium ambiguum L.
- Delphinium anatolicum H.Misirdali, Malyer & Baser
- Delphinium andersonii A.Gray
- Delphinium andesicola Ewan
- Delphinium angustipaniculatum W.T.Wang
- Delphinium anthoroideum Boiss.
- Delphinium anthriscifolium Hance
- Delphinium antoninum Eastw.
- Delphinium apolanum Starm.
- Delphinium aquilegiifolium (Boiss.) Bornm.
- Delphinium araraticum (N.Busch) N.Busch ex Grossh.
- Delphinium arcuatum N.Busch
- Delphinium arenarium (Carlström) Jabbour
- Delphinium armeniacum Stapf ex Huth
- Delphinium atroviolaceum Luferov
- Delphinium aucheri Boiss.
- Delphinium austriacum (Pawl.) Starm.
- Delphinium austroaltaicum A.L.Ebel
- Delphinium autumnale Hand.-Mazz.
- Delphinium axilliflorum DC.
- Delphinium bakeri Ewan
- Delphinium balansae Boiss. & Reut.
- Delphinium balcanicum Pawl.
- Delphinium barbatum Bunge
- Delphinium barbeyi (Huth) Huth
- Delphinium barlykense Lomon. & Khanm.
- Delphinium barrancae Ewan
- Delphinium barykinae Luferov
- Delphinium batalinii Huth
- Delphinium batangense Finet & Gagnep.
- Delphinium beesianum W.W.Sm.
- Delphinium bhutanicum Munz
- Delphinium bicarpellatum Qureshi & Chaudhri
- Delphinium bicolor Nutt.
- Delphinium bicornutum Hemsl.
- Delphinium biternatum Huth
- Delphinium bolosii C.Blanché & Molero
- Delphinium bovei Decne.
- Delphinium brachycentrum Ledeb.
- Delphinium bracteosum Sommier & Levier
- Delphinium brevicorne Vis.
- Delphinium brevisepalum W.T.Wang
- Delphinium brunonianum Royle – ostróżka Brunona
- Delphinium bucharicum Popov
- Delphinium bulbilliferum Rech.f.
- Delphinium bulleyanum Forrest ex Diels – ostróżka Bulley'a
- Delphinium × burkei Greene
- Delphinium burmaense Munz
- Delphinium buschianum Grossh.
- Delphinium caeruleum Jacquem. ex Cambess.
- Delphinium calcar-equitis Standl.
- Delphinium californicum Torr. & A.Gray
- Delphinium callichromum Q.L.Gan & Xin W.Li
- Delphinium calophyllum W.T.Wang
- Delphinium camptocarpum Fisch. & C.A.Mey.
- Delphinium campylocentrum Maxim.
- Delphinium cardinale Hook. – ostróżka szkarłatna
- Delphinium carduchorum Chowdhuri & P.H.Davis
- Delphinium carolinianum Walter
- Delphinium cashmerianum Royle – ostróżka kaszmirska
- Delphinium caucasicum C.A.Mey. – ostróżka kaukaska
- Delphinium caudatolobum W.T.Wang
- Delphinium centeteroides (Brühl) Munz
- Delphinium ceratophoroides W.T.Wang
- Delphinium ceratophorum Franch.
- Delphinium chamissonis Pritz. ex Walp.
- Delphinium changaicum Frizen
- Delphinium changduense W.T.Wang
- Delphinium charadzeae Kem.-Nath. & Gagnidze
- Delphinium chayuense W.T.Wang
- Delphinium cheilanthum Fisch. ex DC.
- Delphinium chodatii Oppenh.
- Delphinium chrysotrichum Finet & Gagnep.
- Delphinium chumulangmaense W.T.Wang
- Delphinium chungbaense W.T.Wang
- Delphinium cilicicum P.H.Davis & Kit Tan
- Delphinium cinereum Boiss.
- Delphinium coelesyriacum (Mouterde) Jabbour
- Delphinium coleopodum Hand.-Mazz.
- Delphinium conaense W.T.Wang
- Delphinium × confertiflorum Wooton
- Delphinium connectens Pachom.
- Delphinium consolida L.
- Delphinium cooperi Munz
- Delphinium cornutum M.Hossain & P.H.Davis
- Delphinium corymbosum Regel
- Delphinium cossonianum Batt.
- Delphinium crassifolium Schrad. ex Spreng.
- Delphinium crispulum Rupr.
- Delphinium cruciatum M.Hossain & P.H.Davis
- Delphinium cuneatum Spreng. – ostróżka klinowata
- Delphinium cyananthum Nevski
- Delphinium cyphoplectrum Boiss.
- Delphinium daochengense W.T.Wang
- Delphinium darginicum Dimitrova
- Delphinium dasyanthum Kar. & Kir.
- Delphinium dasycarpum Steven ex DC.
- Delphinium dasycaulon Fresen.
- Delphinium dasystachyon Boiss. & Balansa
- Delphinium davidii Franch.
- Delphinium davisii Munz
- Delphinium dazangense W.T.Wang
- Delphinium decoloratum Ovcz. & Kochk.
- Delphinium decorum Fisch. & C.A.Mey.
- Delphinium delavayi Franch.
- Delphinium densiflorum Duthie ex Huth
- Delphinium denudatum Wall. ex Hook.f. & Thomson
- Delphinium depauperatum Nutt.
- Delphinium deserti-syriaci Zohary
- Delphinium dicentrum W.T.Wang
- Delphinium dictyocarpum DC.
- Delphinium disjunctum Ewan
- Delphinium dissectum Huth
- Delphinium distichum Geyer ex Hook.
- Delphinium diversifolium Greene
- Delphinium dolichocentroides W.T.Wang
- Delphinium dolichostachyum Chowdhuri & P.H.Davis
- Delphinium dubium (Rouy & Foucaud) Pawl.
- Delphinium dzavakhischwilii Kem.-Nath.
- Delphinium ecalcaratum S.Y.Wang & K.F.Zhou
- Delphinium edelbergii Rech.f. & Riedl
- Delphinium eglandulosum Chang Y.Yang & B.Wang
- Delphinium elatum L. – ostróżka wyniosła
- Delphinium elbursense Rech.f.
- Delphinium elisabethae N.Busch
- Delphinium emarginatum C.Presl
- Delphinium eriostylum H.Lév.
- Delphinium erlangshanicum W.T.Wang
- Delphinium exaltatum Aiton
- Delphinium favargeri C.Blanché, Molero & J.Simon
- Delphinium fedorovii Dimitrova
- Delphinium ferganicum Lazkov
- Delphinium filifolium Iranshahr
- Delphinium fissum Waldst. & Kit.
- Delphinium flavum DC.
- Delphinium flexuosum M.Bieb. – ostróżka zgięta
- Delphinium foetidum Lomakin
- Delphinium formosum Boiss. & A.Huet
- Delphinium forrestii Diels
- Delphinium furcatocornutum W.T.Wang
- Delphinium geraniifolium Rydb.
- Delphinium geyeri Greene
- Delphinium giraldii Diels
- Delphinium glabricaule W.T.Wang
- Delphinium glaciale Hook.f. & Thomson
- Delphinium glandulosum Boiss. & A.Huet
- Delphinium glareosum Greene
- Delphinium glaucescens Rydb.
- Delphinium glaucum S.Watson
- Delphinium gombaultii J.Thiébaut
- Delphinium gonggaense W.T.Wang
- Delphinium gracile DC.
- Delphinium gracilentum Greene
- Delphinium grandiflorum L. – ostróżka ogrodowa, o. wielkokwiatowa
- Delphinium griseum Gilli
- Delphinium gubanovii Frizen
- Delphinium gueneri P.H.Davis
- Delphinium gyalanum C.Marquand & Airy Shaw
- Delphinium gypsophilum Ewan
- Delphinium hajrae Pusalkar
- Delphinium halteratum Sm.
- Delphinium hamatum Franch.
- Delphinium hansenii (Greene) Greene
- Delphinium hellenicum Pawl.
- Delphinium hellesponticum Boiss.
- Delphinium henryi Franch.
- Delphinium heratense Iranshahr
- Delphinium hesperium A.Gray
- Delphinium hillcoatiae Munz
- Delphinium himalayae Munz
- Delphinium hirticaule Franch.
- Delphinium hirtifolium W.T.Wang
- Delphinium hispanicum Willk. ex Costa
- Delphinium hohenackeri Boiss.
- Delphinium honanense W.T.Wang
- Delphinium hsinganense S.H.Li & Z.F.Fang
- Delphinium huangzhongense W.T.Wang
- Delphinium hueizeense W.T.Wang
- Delphinium hui F.H.Chen
- Delphinium humilius (W.T.Wang) W.T.Wang
- Delphinium hutchinsoniae Ewan
- Delphinium ilgazense P.H.Davis
- Delphinium iliense Huth
- Delphinium imbricatilobum W.T.Wang
- Delphinium incanum E.D.Clarke
- Delphinium incisolobulatum W.T.Wang
- Delphinium incisum (Hook.f. & Thomson) Wall. ex Munz
- Delphinium inconspicuum Serg.
- Delphinium × inflexum Davidson
- Delphinium inopinatum Nevski
- Delphinium inopinum (Jeps.) F.H.Lewis & Epling
- Delphinium iranorum N.Busch
- Delphinium iris Ilarslan & Kit Tan
- Delphinium jacobsii Iranshahr
- Delphinium kabulianum Akhtar
- Delphinium kamaonense Huth
- Delphinium kandaharicum (Iranshahr) Jabbour
- Delphinium kansuense W.T.Wang
- Delphinium kantzeense W.T.Wang
- Delphinium karategini Korsh.
- Delphinium keminense Pachom.
- Delphinium khorasanicum Sharifnia & Hasanbarani
- Delphinium kingianum Brühl ex Huth
- Delphinium kitianum Ilarslan
- Delphinium knorringianum B.Fedtsch.
- Delphinium koelzii Munz
- Delphinium kohatense (Brühl) Munz
- Delphinium kolymense A.P.Khokhr.
- Delphinium kurdicum Boiss. & Hohen.
- Delphinium lacei Munz
- Delphinium lacostei Danguy
- Delphinium lagarocentrum W.T.Wang
- Delphinium lagarolobum W.T.Wang
- Delphinium lahulensis P.Agnihotri, T.Husain & D.Husain
- Delphinium lalesaricum Iranshahr
- Delphinium langxianense W.T.Wang
- Delphinium lanigerum Boiss.
- Delphinium lasiantherum W.T.Wang
- Delphinium latilimbum W.T.Wang
- Delphinium latirhombicum W.T.Wang
- Delphinium latisepalum Hemsl.
- Delphinium laxicymosum W.T.Wang
- Delphinium laxiflorum DC.
- Delphinium laxiusculum (Boiss.) Rouy
- Delphinium leiophyllum (W.T.Wang) W.T.Wang
- Delphinium leonidae Kem.-Nath.
- Delphinium leptocarpum (Nevski) Nevski
- Delphinium leptophyllum Hemsl.
- Delphinium leroyi Franch. ex Huth
- Delphinium leucophaeum Greene
- Delphinium lihengianum Q.E.Yang & Y.Luo
- Delphinium likiangense Franch.
- Delphinium lilacinum Hand.-Mazz.
- Delphinium linarioides Boiss.
- Delphinium lineapetalum Ewan
- Delphinium linearilobum (Trautv.) N.Busch
- Delphinium lineolatum (Hub.-Mor. & C.Simon) Jabbour
- Delphinium lingbaoense S.Y.Wang & Q.S.Yang
- Delphinium lipskii Korsh.
- Delphinium lithophilum Podlech
- Delphinium lomakinii Kem.-Nath.
- Delphinium longibracteatum (Boiss.) Munz
- Delphinium longibracteolatum W.T.Wang
- Delphinium longipedicellatum W.T.Wang
- Delphinium longipedunculatum Regel & Schmalh.
- Delphinium longziense W.T.Wang
- Delphinium lorestanicum (Iranshahr) Jabbour
- Delphinium ludingense W.T.Wang
- Delphinium ludlowii Munz
- Delphinium luteum A.Heller
- Delphinium maackianum Regel – ostróżka Maacka
- Delphinium macedonicum Halácsy & Charrel
- Delphinium macrocentrum Oliv.
- Delphinium macropetalum DC.
- Delphinium macropogon Prokh.
- Delphinium macrostachyum Boiss. ex Huth
- Delphinium maderense C.Blanché
- Delphinium madrense S.Watson
- Delphinium majus (W.T.Wang) W.T.Wang
- Delphinium malabaricum (Huth) Munz
- Delphinium malacophyllum Hand.-Mazz.
- Delphinium malyschevii Frizen
- Delphinium maoxianense W.T.Wang
- Delphinium mariae N.Busch
- Delphinium mauritanicum Coss.
- Delphinium maximowiczii Franch.
- Delphinium medogense W.T.Wang
- Delphinium megalanthum Nevski
- Delphinium menyuyanense W.T.Wang
- Delphinium menziesii DC. – ostróżka Menziesa
- Delphinium micranthum Boiss. & Hohen.
- Delphinium micropetalum Finet & Gagnep.
- Delphinium middendorffii Trautv.
- Delphinium minutibracteolatum (W.T.Wang) Luferov
- Delphinium mirabile Serg.
- Delphinium molle Danguy
- Delphinium mollifolium W.T.Wang
- Delphinium mollipilum W.T.Wang
- Delphinium monanthum Hand.-Mazz.
- Delphinium montanum DC.
- Delphinium muliense W.T.Wang
- Delphinium multiplex (Ewan) C.L.Hitchc.
- Delphinium munzianum P.H.Davis & Kit Tan
- Delphinium muscosum Exell & Hillc.
- Delphinium nachiczevanicum Tzvelev
- Delphinium nangchienense W.T.Wang
- Delphinium nangziense W.T.Wang
- Delphinium nanum DC.
- Delphinium neowentsaii Chang Y.Yang
- Delphinium nepalense Kitam. & Tamura
- Delphinium newtonianum D.M.Moore
- Delphinium nikitinae Pachom.
- Delphinium ninglangshanicum W.T.Wang
- Delphinium nordhagenii Wendelbo
- Delphinium nortonii Dunn
- Delphinium novomexicanum Wooton
- Delphinium nudicaule Torr. & A.Gray – ostróżka nagołodygowa
- Delphinium nurguschense Kulikov
- Delphinium nuristanicum Tamura
- Delphinium nuttallianum Pritz. ex Walp.
- Delphinium nuttallii A.Gray
- Delphinium nydeggeri Hub.-Mor.
- Delphinium occidentale (S.Watson) S.Watson ex Coult.
- Delphinium ochotense Nevski
- Delphinium ochroleucum Steven ex DC.
- Delphinium oliganthum Boiss.
- Delphinium oliverianum DC.
- Delphinium olopetalum Boiss.
- Delphinium omeiense W.T.Wang
- Delphinium oreganum Howell
- Delphinium oreophilum Huth
- Delphinium orthocentroides W.T.Wang
- Delphinium orthocentrum Franch.
- Delphinium osseticum N.Busch
- Delphinium ovczinnikovii Kamelin & Pissjauk.
- Delphinium oxycentrum W.T.Wang
- Delphinium oxysepalum Pax & Borbás – ostróżka tatrzańska
- Delphinium pachycentroides W.T.Wang
- Delphinium pachycentrum Hemsl.
- Delphinium palasianum Rafiq
- Delphinium pallasii Nevski
- Delphinium pallidiflorum Freyn
- Delphinium paradoxum Bunge
- Delphinium parishii A.Gray
- Delphinium parryi A.Gray
- Delphinium patens Benth.
- Delphinium pavlovii Kamelin
- Delphinium pavonaceum Ewan
- Delphinium pedatisectum Hemsl.
- Delphinium penicillatum Boiss.
- Delphinium pentagynum Lam.
- Delphinium peregrinum L.
- Delphinium pergameneum W.T.Wang
- Delphinium persicum Boiss.
- Delphinium petrodavisianum Ilarslan & Kit Tan
- Delphinium phrygium Boiss.
- Delphinium pictum Willd.
- Delphinium pingwuense W.T.Wang
- Delphinium platyonychinum W.T.Wang
- Delphinium polozhiae A.L.Ebel
- Delphinium poltaratzkii Rupr.
- Delphinium polycladon Eastw.
- Delphinium pomeense W.T.Wang
- Delphinium popovii Pachom.
- Delphinium potaninii Huth
- Delphinium prokhanovii Dimitrova
- Delphinium propinquum Nevski
- Delphinium pseudocaeruleum W.T.Wang
- Delphinium pseudocampylocentru m W.T.Wang
- Delphinium pseudocandelabrum W.T.Wang
- Delphinium pseudocyananthum Chang Y.Yang & B.Wang
- Delphinium pseudoglaciale W.T.Wang
- Delphinium pseudohamatum W.T.Wang
- Delphinium pseudomosoynense W.T.Wang
- Delphinium pseudopulcherrimum W.T.Wang
- Delphinium pseudotongolense W.T.Wang
- Delphinium pseudoyunnanense W.T.Wang & M.J.Warnock
- Delphinium × pskemense Sennikov & Lazkov
- Delphinium pubescens DC.
- Delphinium pulanense W.T.Wang
- Delphinium pumilum W.T.Wang
- Delphinium puniceum Pall.
- Delphinium purpurascens W.T.Wang
- Delphinium purpusii Brandegee
- Delphinium pycnocentrum Franch.
- Delphinium pygmaeum Poir.
- Delphinium pylzowii Maxim. ex Regel
- Delphinium pyramidale Royle
- Delphinium pyramidatum Albov
- Delphinium qinghaiense W.T.Wang
- Delphinium quercetorum Boiss. & Hausskn.
- Delphinium quinqueflorum W.T.Wang
- Delphinium raikovae Pachom.
- Delphinium ramosum Rydb.
- Delphinium rangtangense W.T.Wang
- Delphinium raveyi Boiss.
- Delphinium rechingerorum Iranshahr
- Delphinium recurvatum Greene
- Delphinium requienii DC.
- Delphinium retropilosum (Huth) Sambuk
- Delphinium reverdattoanum Polozhij & Revjakina
- Delphinium robustum Rydb.
- Delphinium rotundilimbum W.T.Wang
- Delphinium roylei Munz
- Delphinium rugulosum Boiss.
- Delphinium ruprechtii Nevski
- Delphinium rutoense J.T.Pan
- Delphinium saccatum Huth
- Delphinium sajanense Jurtzev
- Delphinium samium (P.H.Davis) Jabbour
- Delphinium saniculifolium Boiss.
- Delphinium sapellonis Cockerell
- Delphinium sauricum Schischk.
- Delphinium saxatile W.T.Wang
- Delphinium scabriflorum D.Don
- Delphinium scaposum Greene
- Delphinium schlagintweitii Huth
- Delphinium schmalhausenii Albov
- Delphinium sclerocladum Boiss.
- Delphinium scopulorum A.Gray
- Delphinium semibarbatum Bien. ex Boiss.
- Delphinium semiclavatum Nevski
- Delphinium shawurense W.T.Wang
- Delphinium sheilae Kit Tan
- Delphinium sherriffii Munz
- Delphinium shuichengense W.T.Wang
- Delphinium siamense (Craib) Munz
- Delphinium simonkaianum Pawl.
- Delphinium sinoelatum Chang Y.Yang & B.Wang
- Delphinium sinopentagynum W.T.Wang
- Delphinium sinoscaposum W.T.Wang
- Delphinium sinovitifolium W.T.Wang
- Delphinium siwanense Franch.
- Delphinium smithianum Hand.-Mazz.
- Delphinium souliei Franch.
- Delphinium sparsiflorum Maxim.
- Delphinium speciosum M.Bieb.
- Delphinium spirocentrum Hand.-Mazz.
- Delphinium stachydeum (A.Gray) Tidestr.
- Delphinium staminosum (P.H.Davis & Sorger) Jabbour
- Delphinium stapeliosmum Brühl
- Delphinium stapfianum (P.H.Davis & Sorger) Jabbour
- Delphinium staphisagria L.
- Delphinium stenocarpum M.Hossain & P.H.Davis
- Delphinium stocksianum Boiss.
- Delphinium suave Huth
- Delphinium subcuneatum Tzvelev
- Delphinium subscandens Ewan
- Delphinium subtubulosum (W.T.Wang) Luferov
- Delphinium sulphureum Boiss. & Hausskn.
- Delphinium sutchuenense Franch.
- Delphinium sutherlandii M.J.Warnock
- Delphinium sylvaticum Pomel
- Delphinium syncarpum Freyn ex Stapf
- Delphinium szowitsianum Boiss.
- Delphinium taipaicum W.T.Wang
- Delphinium taliense Franch.
- Delphinium talyschense Tzvelev
- Delphinium tangkulaense W.T.Wang
- Delphinium tarbagataicum Chang Y.Yang & B.Wang
- Delphinium tatsienense Franch. – ostróżka tatsieńska
- Delphinium teheranicum Boiss.
- Delphinium tenii H.Lév.
- Delphinium tenuisectum Greene
- Delphinium tenuissimum Sm.
- Delphinium tephranthum W.T.Wang
- Delphinium ternatum Huth
- Delphinium tetanoplectrum Rech.f.
- Delphinium thamarae Kem.-Nath.
- Delphinium thibeticum Finet & Gagnep.
- Delphinium thirkeanum Boiss.
- Delphinium tomentellum N.Busch
- Delphinium tomentosum Aucher ex Boiss.
- Delphinium tongolense Franch.
- Delphinium treleasei Bush
- Delphinium trianthophorum W.T.Wang
- Delphinium trichophoroides W.T.Wang
- Delphinium trichophorum Franch.
- Delphinium tricorne Michx.
- Delphinium trifoliolatum Finet & Gagnep.
- Delphinium trigonelloides Boiss.
- Delphinium trisectum W.T.Wang
- Delphinium triste Fisch. ex DC. – ostróżka mroczna
- Delphinium trolliifolium A.Gray
- Delphinium tuberosum Aucher ex Boiss.
- Delphinium tuntasianum Halácsy
- Delphinium turcicum (H.Duman, Vural, Aytaç & Adigüzel) F.Espinosa
- Delphinium turczaninowii Frizen
- Delphinium turkmenum Lipsky
- Delphinium uechtritzianum Pancic ex Huth
- Delphinium ukokense Serg.
- Delphinium uliginosum Curran
- Delphinium umbraculorum F.H.Lewis & Epling
- Delphinium umbrosum Hand.-Mazz.
- Delphinium uncinatum Hook.f. & Thomson
- Delphinium unifolium Tamura
- Delphinium ursinum Rech.f.
- Delphinium valens Standl.
- Delphinium variegatum Torr. & A.Gray
- Delphinium venulosum Boiss.
- Delphinium verdunense Balb.
- Delphinium vestitum Wall. ex Royle
- Delphinium villosum Steven ex Choisy
- Delphinium virgatum Poir.
- Delphinium viride S.Watson
- Delphinium viridescens Leiberg
- Delphinium viridiovarium W.T.Wang
- Delphinium viscosum Hook.f. & Thomson
- Delphinium vvedenskyi Pachom.
- Delphinium wangii M.J.Warnock
- Delphinium wardii C.Marquand & Airy Shaw
- Delphinium weiningense W.T.Wang
- Delphinium wellbyi Hemsl.
- Delphinium wendelboi Iranshahr
- Delphinium wentsaii Y.Z.Zhao
- Delphinium wilhelminae Iranshahr
- Delphinium williamsii Munz
- Delphinium winklerianum Huth
- Delphinium wislizeni Engelm.
- Delphinium wootonii Rydb.
- Delphinium wrightii F.H.Chen
- Delphinium xanthanthum W.T.Wang
- Delphinium xantholeucum Piper
- Delphinium xichangense W.T.Wang
- Delphinium × xylorrhizum Rydb.
- Delphinium yongdengense W.T.Wang
- Delphinium yongningense W.T.Wang & M.J.Warnock
- Delphinium yuanum F.H.Chen
- Delphinium yuchuanii Y.Z.Zhao
- Delphinium yunnanense (Franch.) Franch.
- Delphinium zalil Aitch. & Hemsl.
- Delphinium zhanangense W.T.Wang
- Delphinium zuogongense W.T.Wang